# Joseph Aind
Joseph Aind (ur. 5 listopada 1945 w Nahorani) – indyjski duchowny rzymskokatolicki, w latach 1995–2021 biskup Dibrugarh.